# Gonocephalus abbotti
Gonocephalus abbotti (лат. ) — вид ящериц из семейства агамовых, эндемик Южного Таиланда и Западной Малайзии. Некоторыми источниками рассматривается как подвид Gonocephalus doriae — G. doriae abbotti.

## Название и систематика
Вид лесных драконов, описанный в 1922 году, получил название в честь доктора Уильяма Луиса Абботта, предоставившего голотип вида, найденный в Нижнем Сиаме. Уже автор первого описания указывала на значительное сходство G. abbotti с населяющим Борнео Gonoephalus doriae, указывая на различия в форме спинного гребня (такого же высокого, как затылочный, у индонезийского вида, и более низкого и монотонно понижающегося к хвосту у таиландского). Впоследствии ряд источников рассматривал G. abbotti как подвид последнего — G. doriae abbotti.

## Внешний вид
Крупные ящерицы: длина туловища (от кончика морды до анального отверстия) 143 мм. Телосложение массивное, тело и хвост сильно сплюснуты с боков. Затылочный гребень без разрыва переходит в спинной, продолжаясь до хвоста. Спинной гребень длиннее затылочного; последний состоит из низких, накладывающихся друг на друга чешуй слабо серповидной формы. Чешуи гребня треугольные, гладкие, ширина почти равна высоте. Размер чешуй на остальной поверхности тела постоянный, без увеличенных чешуй на боках или спине. Шиповидные чешуи у самцов отсутствуют. Надглазничные дуги выпуклые. Радужка глаз ярко-красная. Взрослые самцы кирпично-красные, самки ярко-зелёные с радиальными тёмными полосами, расходящимися от глазниц. Хвост окрашен кольцами: 8 тёмных колец разделяются более светлыми розовато-бежевого цвета. Живот окрашен в кремовый цвет.

## Образ жизни и распространение
Gonocephalus abbotti — эндемик Западной Малайзии и Южного Таиланда. Обитает на высотах от 200 до 1000 м над уровнем моря, в низинных лесах, проводит жизнь на деревьях (обычно высоко в кронах), предпочитая большие стволы. Ведёт дневной образ жизни. Вид определяется в Международным союзом охраны природы как вызывающий наименьшие опасения: его ареал и популяция велики, и основные угрозы — сведение человеком лесов и отлов для продажи в качестве домашних животных — не являются особенно серьёзными.